# Shýbalyn
Shýbalyn (ucraniano: Ши́балин) es un pueblo de Ucrania, constituido administrativamente como una pedanía de la ciudad de Berezhany, en el raión de Ternópil de la óblast de Ternópil.
En 2001, el pueblo tenía una población de 1359 habitantes.
Se ubica a orillas del río Tsénivka, unos 2 km al este de Berezhany sobre la carretera M12 que lleva a Ternópil.

## Historia
Antes de la fundación del actual municipio de Berezhany en 2018, el pueblo era sede de un consejo rural en el raión de Berezhany. El consejo rural incluía como pedanía a Komarivka.